# Білоус Нестор Микитович

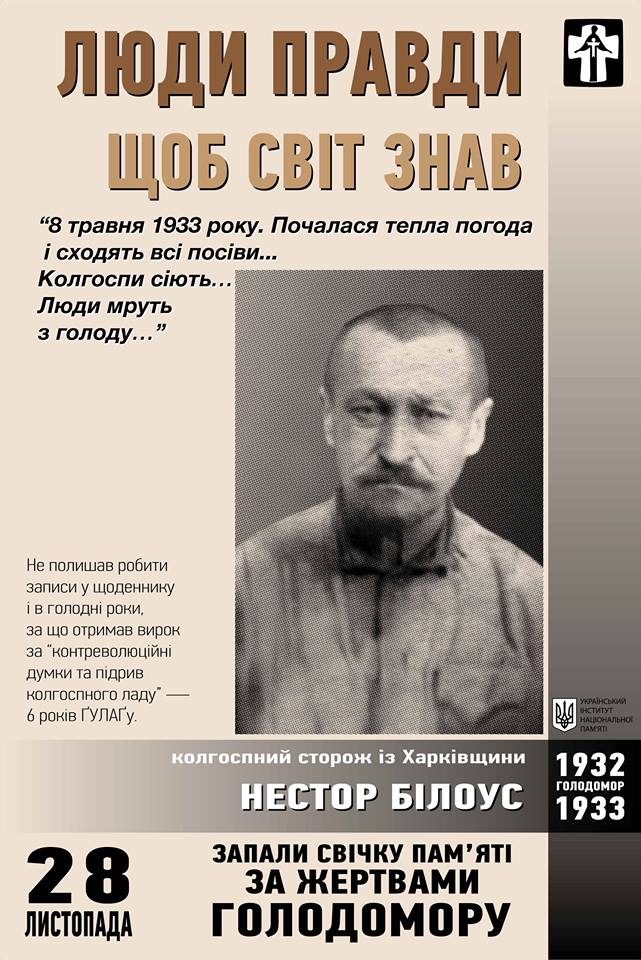
Із серії плакатів «Люди Правди»

Нестор Микитович Білоус (1889–1972) — свідок та літописець Голодомору, автор щоденника. Працював колгоспним сторожем у селі Леб'яже (нині Чугуївський район) на Харківщині.

## Життєпис
Щоденник вів із 1911 року, хоча мав всього три класи церковнопарафіяльної школи. Учасник Першої світової війни, воював на території Польщі, був важко контужений. Пережив голодомор 1921—1923 рр. і 1932-1933 рр., жахливі реалії якого описав простою мовою.
На початку серпня 1937 року Нестора заарештовано, а через кілька місяців, 28 листопада 1937 року спецколегією Харківського обласного суду засуджено до 6 років ув'язнення у ГУЛАГу з обмеженням у правах на 2 роки за статтею 54-10 Карного кодексу УРСР — «контрреволюційна діяльність, спрямована на підрив колгоспного ладу». Білоуса визнали винним у тому, що він «неоднократно в разговорах с членами колхоза „Красный колос“ проводил контрреволюционную агитацию и вел дневник, куда записывал свои контрреволюционные мысли». Вилучений щоденник стає одним із головних доказів його «контрреволюційної діяльності».
Після звільнення, у 1947 році, його знову заарештували. За тим самим обвинуваченням висланий на довічне поселення до міста Ігарка Красноярського краю. До рідного села Нестор Білоус повернувся тільки у 1954 році. Прожив іще 18 років, реабілітації не дочекався.
30 липня 2008 року Харківська обласна прокуратура переглянула справу Н. Білоуса і на підставі ст. 1 Закону України «Про реабілітацію жертв політичних репресій в Україні» винесла рішення про його повну реабілітацію.

## Щоденник Білоуса
Щоденник виявлено у галузевому архіві СБУ, а пізніше опубліковано.
Білоус занотовував особисті речі — одруження, народження дітей, описував події із життя села під час Української революції 1917—1921 років, першого голоду 1921-1922-го та НЕПу. Однак найбільше уваги приділив колективізації та розкуркуленню, грабіжницьким хлібозаготівлям і спротиву селянства, Голодомору 1932—1933 років. Робив по кілька записів щомісяця.
Щоденник Нестора Білоуса містить хроніку репресій проти українських селян у селі Леб'яже. Деякі з тодішніх записів:
|  | 8/IV-33 Люди мрут с голоду всех возрастов а в особенности дети очень мрут в некоторых семействах вымерли все малые дети от грудных и годов до 10-ти. 17/IV-33 На сегодняшний день хоронить 11 душ умерших из голода. 20/V-33 г. Ежедневно мрут люди из голоду. Сельсоветом назначена санитарная комиссия для уборки трупов и похорон их потому что хоронить тех людей некому так теперь сельсовет выгоняет людей и роют большую яму душ на 10 и тогда зарывают. Много людей взрослых и детей как посмотришь так это живые мертвецы. 31/V-33 г. Дожди идут все время уже две недели и большие очень полоть уже надо край но невозможно. А люди мрут своим чередом. |

Про те, що Нестор Білоус «щось там постійно пише», було відомо майже усьому селу. Щоденник відкрито лежав на припічку.